# Alta Asia

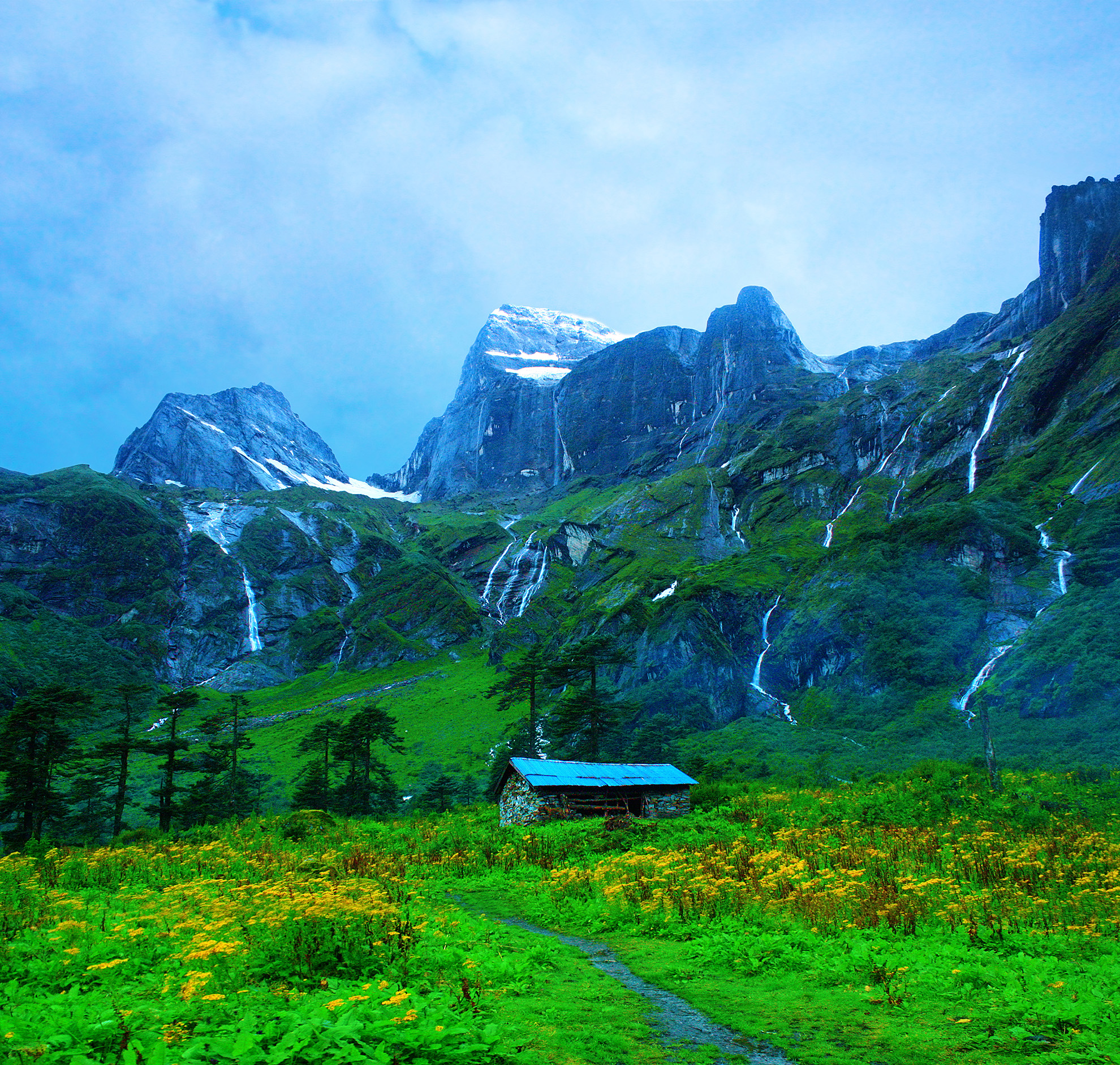
La vegetazione lussureggiante e le precipitazioni abbondanti del parco nazionale di Makalu-Barun (Himalaya, Nepal).

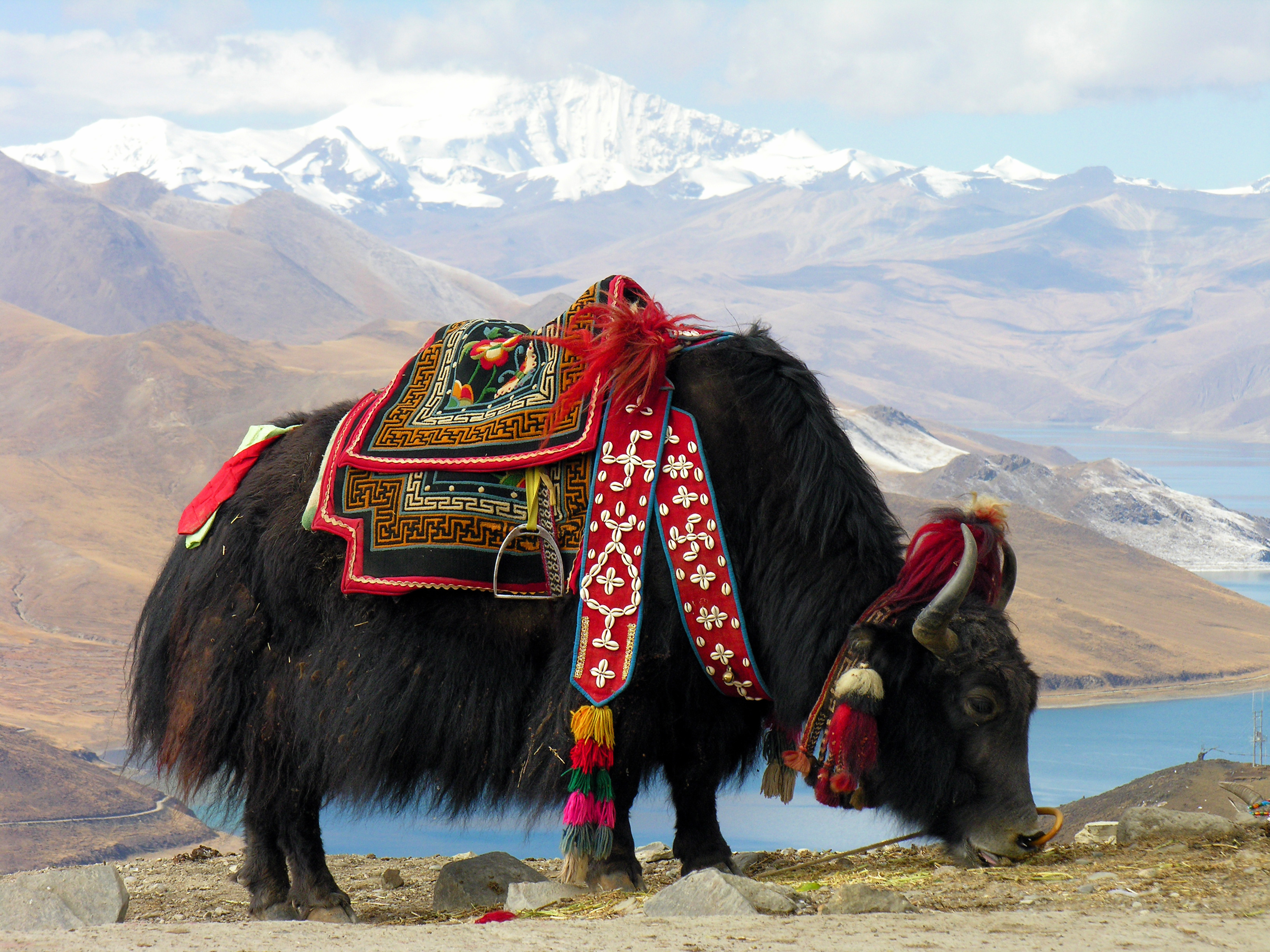
Uno yak nel Tibet: di gran lunga la maggior parte dell'Alta Asia è costituita da una steppa d'altitudine arida e sterile.

Alta Asia (in inglese High Mountain Asia, HMA) è un termine generico utilizzato nelle scienze della Terra per indicare l'altopiano del Tibet e le catene montuose circostanti, designando quindi la regione d'alta quota più vasta dell'Asia e della Terra stessa, dove si trovano tutti i settemila e gli ottomila del pianeta.
Nella letteratura specialistica, gran parte dell'Asia meridionale è spesso indicata come regione Hindu Kush-Himalaya.

## Utilizzo del termine
Il termine alta Asia, coniato nel XIX secolo, oggi si incontra raramente in letteratura, mentre in passato veniva molto più utilizzato, specialmente in geografia e storia.

## Geografia
I confini dell'alta Asia, che spesso viene indicata comunemente - seppur in parte erroneamente - come «tetto del mondo», sono ben delineati dalla curva di livello dei 2500 metri, all'interno dei quali ricade praticamente l'intera regione: in questa zona, che ha un'estensione di oltre 3 milioni di km², nessun punto è più basso di 2500 metri sul livello del mare. Nelle sue aree periferiche, vengono incluse in essa anche le colline pedemontane e le zone di bassa quota che contornano la catena montuosa settentrionale del Tien Shan. Tuttavia, tra gli autori vi è discordanza di opinione per quanto riguarda i confini occidentali dell'area, in corrispondenza dell'Hindu Kush - che a volte viene incluso in essa interamente, o parzialmente, solo con la sua parte orientale -, e sud-orientali, dove il vasto sistema montuoso della Cina meridionale (altopiano Yunnan-Guizhou) e del Myanmar (altopiano Shan) rende difficile una chiara delimitazione. A seconda di dove vengono posti i suoi confini, l'alta Asia ha una superficie compresa tra 3,7 e oltre 4 milioni di km², dimensioni grosso modo paragonabili a quelle dell'Unione Europea (4,1 milioni di km² nel 2021).
Appartengono all'alta Asia le seguenti zone di alta montagna e altopiani (numerati sulla carta):
- Catena HKH (in violetto)

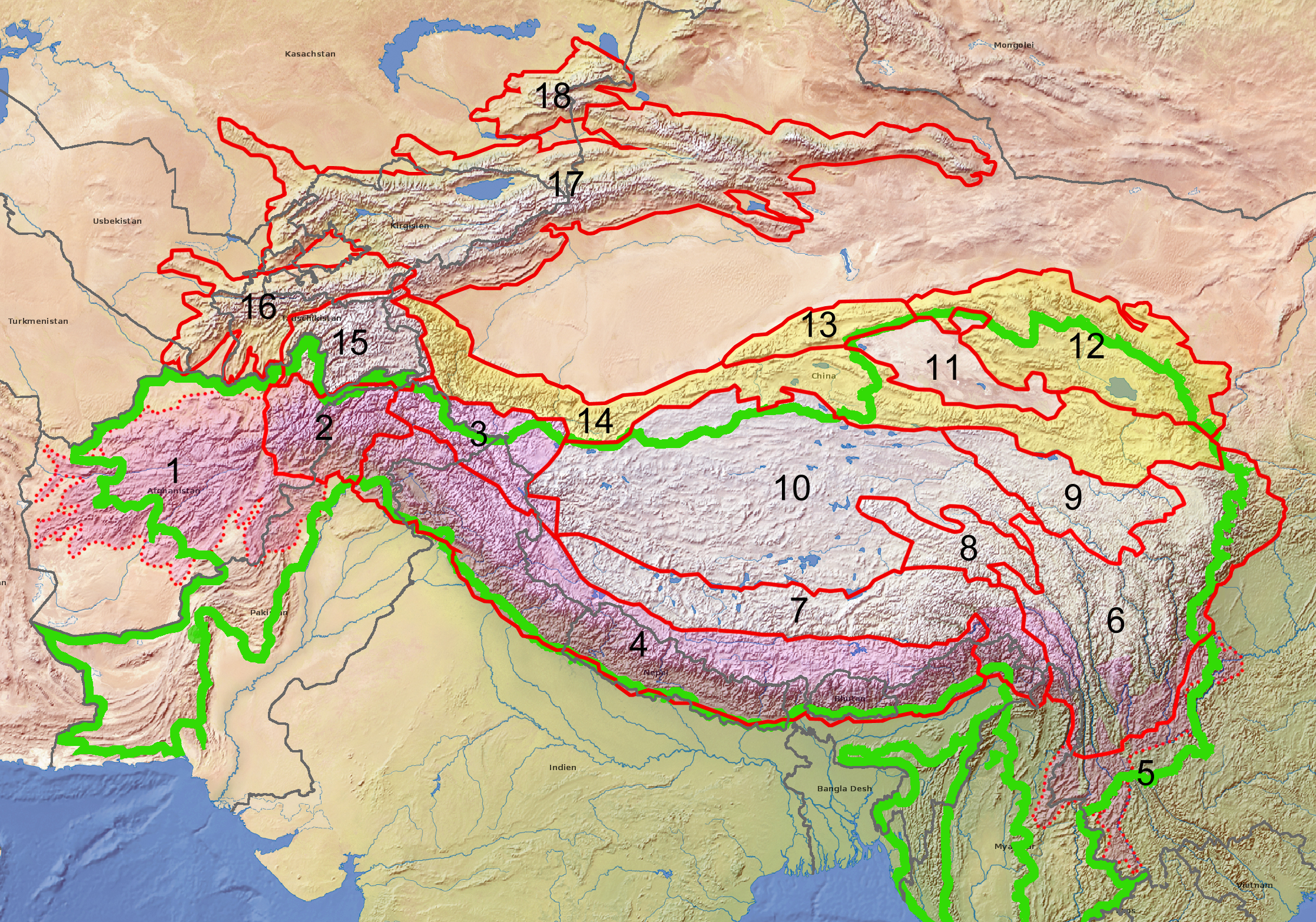
Le varie suddivisioni dell'Alta Asia. In verde è delimitata la regione Hindu Kush-Himalaya.

  1. Koh-i-Baba-Hindu Kush (Afghanistan centrale - confini indefiniti)
  2. Zone elevate dell'Hindu Kush (Afghanistan orientale, Pakistan settentrionale)
  3. Karakorum (India nord-occidentale, Cina: Tibet sud-occidentale)
  4. Himalaya (Pakistan orientale, India settentrionale, Cina: Tibet meridionale, Nepal, Bhutan)
  5. Colline pedemontane della catena HKH (Myanmar nord-orientale, Cina: Yunnan occidentale – secondo Körner et al.)[6]

1. Monti Hengduan (Cina: Yunnan settentrionale, Sichuan occidentale, Tibet orientale, Gansu meridionale)
2. Transhimalaya (Cina: Tibet meridionale, India nord-orientale)
3. Monti Tanggula (Cina: Tibet orientale, Qinghai meridionale)
4. Bayan Kara Ula (Cina: Qinghai centrale e orientale, Sichuan nord-occidentale)

- Altopiano del Tibet
  1. Altopiano Qiangtang-Yarmotang (Cina: Tibet centrale e occidentale, Qinghai sud-orientale)
  2. Bacino del Qaidam (Cina: Qinghai nord-occidentale)
- Catena AQK (in giallo)
  1. Qilian Shan (Cina: Qinghai nord-orientale, Gansu)
  2. Altun (Cina: Xinjiang sud-orientale)
  3. Kunlun (Cina: Xinjiang meridionale e sud-occidentale)

1. Pamir (Tagikistan sud-orientale, Afghanistan nord-orientale)
2. Alaj (Uzbekistan sud-orientale, Kirghisistan sud-occidentale, Tagikistan nord-occidentale)
3. Tien Shan (Kazakistan sud-orientale, Kirghizistan settentrionale, Cina: Xinjiang centrale e occidentale)
4. Džungarski Alatau (Kazakistan orientale, Cina: Xinjiang nord-occidentale)

### HKH
Da un punto di vista geologico, le catene montuose meridionali dell'alta Asia formano un orogene comune, a volte indicato come catena Hindu Kush-Karakorum-Himalaya (HKH), che costituisce il confine naturale che separa il subcontinente indiano dall'Asia centrale. I suoi confini orientali e occidentali sono incerti (sulla carta vengono indicati con una serie di puntini).
Talvolta viene indicata come HKH anche la regione Hindu Kush-Himalaya, un'area transfrontaliera caratterizzata da ecologia ed economia comuni.

### AQK
Anche il confine settentrionale dell'altopiano del Tibet viene considerato da alcuni autori come un orogene contiguo, che prende il nome di Altun-Qilian-Kunlun (AQK) dalle catene montuose che lo costituiscono.

## Geologia
L'alta Asia fa parte del corrugamento alpino che attraversa l'Eurasia meridionale e si inarca da circa 40 milioni di anni a causa dello spostamento verso nord della placca indiana. Ancora oggi, l'estremità meridionale della regione si solleva di oltre un centimetro all'anno. Nell'alta Asia la crosta terrestre è in media quasi due volte più spessa della media globale e sporge mediamente per quasi 5000 metri nell'atmosfera.

## Clima ed ecologia
Gli altopiani centrali dell'alta Asia sono estremamente aridi e caratterizzati da steppe e deserti di montagna costellati da bacini privi di drenaggio e fiumi e laghi endoreici - per lo più laghi salati e distese di sale. Le pendici esterne delle catene montuose settentrionali, invece, sono semiumide. A sud, domina un clima di montagna tropicale da umido a iperumido, con vegetazione rigogliosa e numerosi corsi d'acqua, alcuni dei quali profondamente incassati: ad esempio, la differenza altitudinale tra il fondovalle dell'Indo e la vetta del Nanga Parbat supera i 5000 metri e la valle del Kali Gandaki - la più profonda del mondo - si trova tra il Dhaulagiri I (8167 m) e l'Annapurna I (8091 m).